# Сваранцское железорудное месторождение
Свара́нцское железорудное месторождение — самое крупное месторождение железной руды в Армении, находится в Сюникской области, близ сёл Сваранц и Татев. Сваранцское месторождение имеет потенциальные запасы железной руды примерно в 1500 млн тонн.
Из трёх железорудных месторождений Армении Сваранцское месторождение будет разрабатываться последним, так как железная руда в нём имеет более низкое качество, чем в остальных месторождениях, к тому же оно находится в начальной разведывательной стадии — на сегодняшний день завершена только первоначальная оценка.
Предполагается, что все 3 месторождения будут эксплуатироваться китайской компанией Fortune Oil.